# Oktoberniederlage
Die sogenannte Oktoberniederlage 1923 war ein wichtiges Ereignis in der Geschichte der Kommunistischen Partei Deutschlands (KPD).
Der Ruhrkampf und die Inflation hatten die politischen Verhältnisse in Deutschland stark zerrüttet. Nach Ansicht des Wirtschaftshistorikers Knut Borchardt herrschte eine „latente Revolutionsstimmung“. 1920 hatte sich ein Großteil der USPD der KPD angeschlossen, die dadurch personell in vielen Betrieben Berlins, Hamburgs, des Ruhrgebiets, Sachsens, Thüringens und im Bereich Halle-Merseburg stark vertreten war, ja zeitweise die stärkste Gruppierung der Arbeiterbewegung.
Die von Heinrich Brandler und August Thalheimer geleitete Parteizentrale setzte jedoch zunächst auf Anweisung der Kommunistischen Internationale nicht auf revolutionäre Aktionen, sondern auf die Bildung von Koalitionsregierungen zusammen mit der SPD. Im Oktober entstanden durch den Eintritt von Kommunisten in die Regierung in Sachsen am 10. Oktober und in das Kabinett Frölich II am 16. Oktober 1923 in Thüringen zwei von SPD und KPD gemeinsam gebildete Landesregierungen. Daraufhin marschierte die Reichswehr im Auftrag von Reichspräsident Friedrich Ebert unter Vorwänden in Sachsen und Thüringen ein  und setzte die Regierungen gewaltsam ab. Es kam zu bürgerkriegsartigen Kämpfen. Mittlerweile hatte die KPD auf Befehl des Exekutivkomitees der Internationale für den 20. Oktober einen Aufstand beschlossen. Dieser Beschluss wurde aber kurz vor Beginn desselben wieder zurückgenommen. Nur bei den Kommunisten in Hamburg kam diese Nachricht nicht an. Daher kam es am 23. Oktober 1923 in Hamburg tatsächlich zu einem kommunistischen Aufstand, bei dem sich Ernst Thälmann erstmals hervortat. Der Hamburger Aufstand blieb jedoch isoliert und brach rasch zusammen.
Nach dem gescheiterten Aufstand wurde die KPD zeitweise verboten und verlor in vielen Betrieben an Unterstützung. Anfang 1924 wurde sie wieder legalisiert. Es folgten heftige Kämpfe um die politische Richtung.